# Wierchowina (hromada)
Wierchowina – hromada terytorialna w obwodzie iwanofrankiwskim, w rejonie wierchowińskim.
Hromadę utworzono 12 czerwca 2020 roku w ramach reformy decentralizacji. 

## Miejscowości hromady
W skład hromady wchodzi osiedle typu miejskiego (Wierchowina) i 19 wsi:

- Wierchowina – osiedle typu miejskiego, siedziba hromady
- Bereźnica
- Bukowiec
- Czarna Riczka
- Czeretiw
- Hołowy
- Ilcia
- Jasienów Górny
- Kraśnik
- Krzyworównia
- Krasnoiła
- Krywopole
- Perechrestne
- Riwnia
- Staiszcze
- Wełykyj Chodak
- Wygoda
- Wipcze
- Wołowa
- Za Magórą